# Aberdeen (Nuevo Brunswick)
Aberdeen es una parroquia canadiense situada en la provincia de Nuevo Brunswick.

## Superficie
Aberdeen tiene una superficie de 444,88 km².

## Demografía
En 2021, tenía 812 habitantes, una densidad poblacional de 1,8 hab./km², y 468 viviendas.